# Neutralność sieci
Neutralność sieci (internetu) – zasada, zgodnie z którą dostawcy usług internetowych (ang. Internet Service Provider) i rządy nie nakładają żadnych ograniczeń na dostęp użytkowników do sieci pozwalających na korzystanie z Internetu.